# Kamenice (vattendrag i Tjeckien, Södra Böhmen)
Kamenice är ett vattendrag i Tjeckien.   Det ligger i regionen Södra Böhmen, i den centrala delen av landet, 110 km söder om huvudstaden Prag.